# Nervonsyra
Nervonsyra är en enkelomättad fettsyra analog av lignocerinsyra (24:0). Nervonsyra finns i nervon som är en  glykolipid som förekommer i hjärnvävnad. Den är också känd som selakolsyra och cis-15-tetrakosensyra. Dess namn kommer från det latinska ordet nervus, som betyder nerv eller sena.
Den finns i naturen som en förlängningsprodukt av oljesyra (18:1 Δ9) och dess omedelbara prekursor är erukasyra. Nervonsyra är särskilt rikligt förekommande i den vita substansen i djurhjärnor och i perifer nervvävnad där nervonylsfingolipider anrikas i myelinskidan hos nervfibrer.
På samma sätt har nyare studier kommit fram till att nervonsyra är inblandad som en mellanprodukt i biosyntesen av nervcellsmyelin.
Denna syra är en viktig medlem av gruppen cerebrosider, som är fettsyror från glykosfingolipidgruppen, viktiga komponenter i musklerna och det centrala och perifera nervsystemet. Den är en av de viktigaste fettsyrorna i hjärnans sfingolipider, som normalt står för cirka 40 procent av de totala fettsyrorna i sfingolipider.

## Struktur
Eftersom den definieras som en enkelomättad fettsyra har den en dubbelbindning i fettsyrakedjan och alla återstående kolatomer är enkelbundna.
Den är klassificerad i undergruppen av mycket långkedjiga fettsyror (VLCFA), som inkluderar molekyler som innehåller mer än 20 kolatomer. Den har specifikt 24-kolsryggraden och den enda C=C-dubbelbindningen som kommer från metyländen är i n-9 eller omega-9 (ω-9).

## Funktioner

Nervonsyraposition i fettsyrornas klassificering.

Nervonsyra är ett viktigt näringsämne för tillväxt och underhåll av hjärnan.
Nervonsyran har hittats i bröstmjölk och det sägs att den kan påskynda utvecklingen hos spädbarn. Det är anledningen till att den rekommenderas till gravida och ammande kvinnor.
Syran är en regulator av Ca2+-jonkanalen i cellmembranet i nervvävnader, där nervonsyra spelar en viktig roll i kontrollen av nivåerna av kalcium i cytosolen.
Nervonsyra kan reglera hjärncellsmembranens funktion och har en neuroprotektiv effekt som är viktig för att träna vuxna eller idrottare på hög nivå.
Dessutom, på grund av dess funktion som ett mellansteg i myelinbiosyntesen, har kostterapi med fetter som innehåller nervonsyra studerats. Den verkar vara fördelaktigt för behandling av genetiska störningar i lipidmetabolismen, som Zellwegers syndrom eller adrenoleukodystrofi. Nervonsyra-beta-oxidering sker i peroxisomer, och denna oxidering är försämrad hos X-ALD-patienter. På grund av olika mutationer har personer med dessa störningar ineffektiva peroxisomer. Det orsakar en viktig ansamling av mycket långkedjiga fettsyror, som kan behandlas med oljor berikade med 24:1 (Lorenzos olja, Lunarias olja).
Den används också som en biomarkör för att förutsäga vem som kommer att drabbas av vissa psykoser. Det finns till exempel tecken på onormala nivåer av fettsyror hos individer med schizofreni. I synnerhet är minskade nivåer av 24:1 relaterade till prodromala psykossymptom, så den kan vara till fördel för att förebygga och behandla denna typ av störningar.
Nervonsyra kan vara en indikator på framtida neuroutvecklingsstörningar hos spädbarn av manligt kön vars moder har havandeskapsförgiftning. Nyligen genomförda studier visar att nivåerna av navelsträngsnervonsyra hos kvinnor med havandeskapsförgiftning som föder manliga barn var lägre jämfört med normotensiv kontrollgrupp. Men detta händer inte med spädbarn av kvinnligt kön. Dessa resultat tyder på att manliga spädbarn födda av mödrar med havandeskapsförgiftning kan löpa en ökad risk att utveckla neuroutvecklingsstörningar jämfört med kvinnliga spädbarn.
Nervonsyra finns i sammansättningen av åldrade ögonlinser, men den förekommer inte i normala ögonlinser. Dessa data visar att närvaron av nervonsyra (tillsammans med heneikosylsyra och dokosahexaensyra) kan användas som biomarkörer för åldrande linser, vilket är det mest sårbara stadiet för utveckling av grå starr.

## Förekomst
| Växtkällor         | Växtkällor |
| ------------------ | ---------- |
| Brassica oljefrön  | 69–83      |
| Linfrö             | 64         |
| Animala källor     |            |
| Kungslax (Chinook) | 140        |

Nervonsyra förekommer i fröolja från växter, där betydande mängder finns. Mer än 10 procent av lipiderna innehåller nervonsyra, vanligtvis i form av triglycerider. Fröoljorna från Lunaria-arter (till exempel Lunaria biennis eller Lunaria annua) är en ganska viktiga källor till denna långkedjiga fettsyra, eftersom de innehåller över 20 procent av den i triglyceridlipiden. Nervonsyra finns också i Kardemin gracea, Heliophila longifolia och Malania oleifera. I alla dessa arter förestras vanligtvis 24:1 vid sn-1- och sn-3-positionerna på glycerolryggraden. Andra källor kan vara mögelsvampar Neocallimastix frontalis, bakterien Pseudomonas atlantica, jästen Saccharomyces cerevisiae och den marina kiselalgen Nitzschia cylindrus.